# Sallie
Sallie est le 62e album de la série Les Tuniques bleues, scénarisé par Raoul Cauvin, dessiné par Willy Lambil et mis en couleur par Vittorio Leonardo. Comportant 44 planches, l'album est paru en novembre 2018 chez l'éditeur Dupuis.

## Résumé

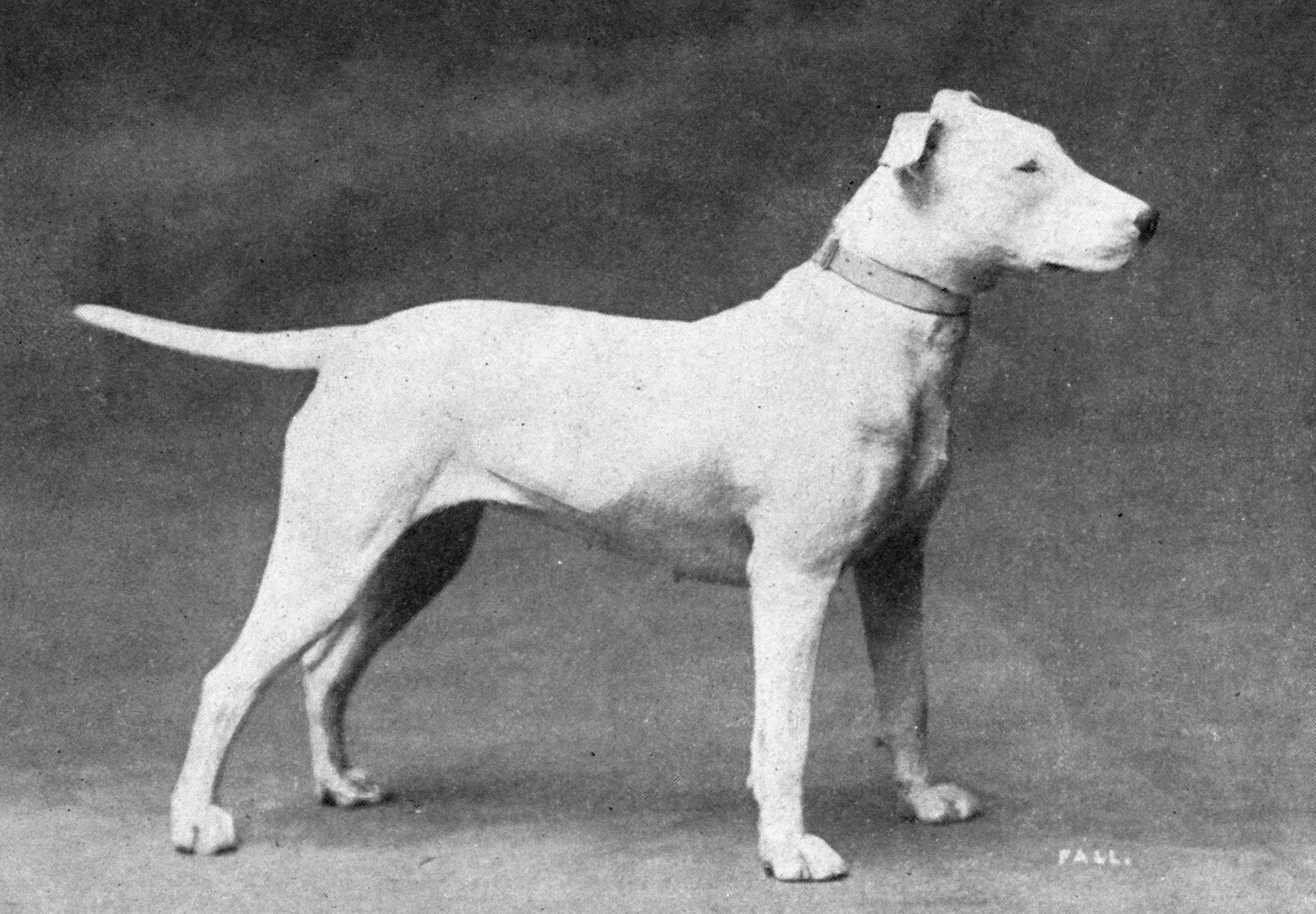
Chien Bull Terrier (1915).

Le récit met en scène Sallie, une chienne bull terrier loyale envers les soldats de l'Union  et qui témoigne de l'affection envers le sergent Chesterfield. Le sergent est chargé de capturer un soldat confédéré. Il est accompagné du caporal Blutch et de Sallie. Les deux soldats constatent ensuite que leur prisonnier n'est nul autre que Cancrelat.

## Analyse
Le récit s'inspire d'un fait historique : Sallie Ann Jarrett.